# Merope (ster)

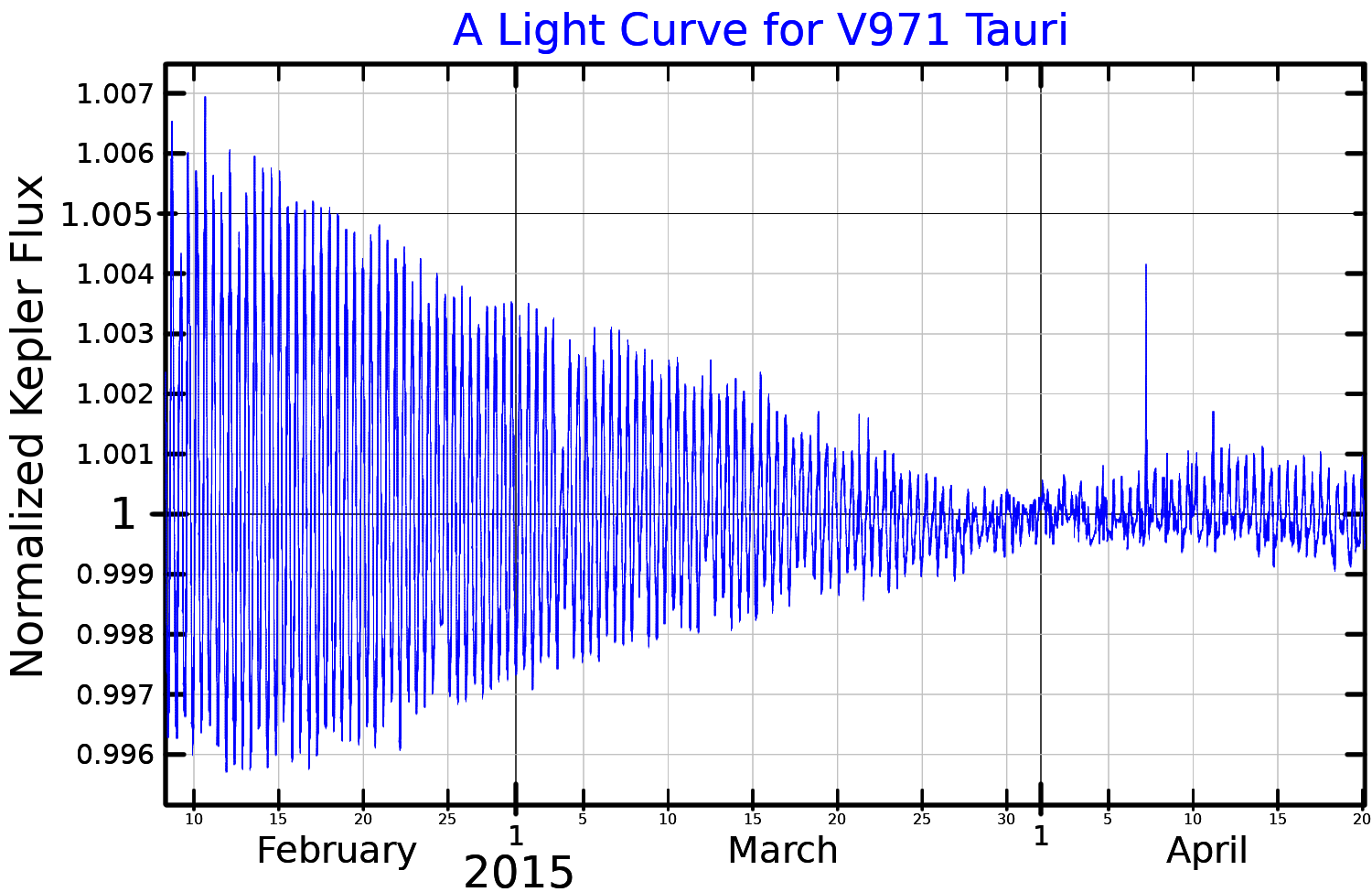
Lichtkromme van Merope

Merope (23 Tauri) is een ster in het sterrenbeeld Stier (Taurus).
Rondom deze ster bevindt zich de Merope-nevel, een deel van de stofwolk waar de Pleiaden zich thans bevinden en die hier het helderst is.
De ster maakt deel uit van de sterrenhoop Pleiaden.